# Otto Seeck
Otto Seeck (n. Riga, 2 de febrero de 1850 - f. Münster, 29 de junio de 1921) fue un historiador clásico alemán .
Considerado un discípulo aventajado del eminente historiador alemán Theodor Mommsen, es autor de grandes trabajos sobre historia, siendo clasificado en el Darwinismo social. Su obra más conocida es Untergangs der Geschichte des antiken Welt (Historia de la decadencia del mundo antiguo) escrito en 1894, donde defiende como causa de la crisis del Imperio romano los factores demográficos y biológicos y la extinción de las élites gobernantes más que las invasiones bárbaras en sí mismas. 
El trabajo de Seeck influyó en grandes pensadores, como José Ortega y Gasset.

### Lecturas sobre el trabajo de Seeck
- Martínez (1972). La segunda basílica de San Pablo Extramuros. Editrice Pontificia Università Gregoriana. ISBN 88-7652-453-3.